# Rekord
Rekord je označení pro nejlepší výsledek či výkon v nějakém měřitelném oboru lidské činnosti. Nejčastěji se o rekordech hovoří v oblasti sportu. V širším smyslu jde o extrémní údaj v určitém souboru hodnot (např. zeměpisné rekordy).
Výraz pochází z anglického record, kde má tentýž význam, přenesený z primárního smyslu „zápis, záznam“ – tedy jde vlastně o „zápis výsledku, hodnoty“.

## Ve sportu
Nejlepší zaznamenaný sportovní výsledek na světě se nazývá světový rekord. Klasické světové rekordy jsou známy zejména z oficiálních sportovních disciplín, především z lehké atletiky, plavání, rychlostní kanoistiky, veslování, vzpírání, dráhové cyklistiky, rychlobruslení, letů na lyžích a dalších individuálních i skupinových sportů, u kterých lze zajistit nebo garantovat alespoň přibližně srovnatelné podmínky příslušného sportoviště. U některých sportů může při vytvoření nového světového rekordu sehrát svoji roli i vyšší nadmořská výška příslušného sportoviště, velmi znatelné je to například v rychlobruslení, kde se s rostoucí nadmořskou výškou výrazně mění kvalita ledu (rychlobruslařská dráha je prý v takových podmínkách o něco málo rychlejší). Vyšší nadmořská výška sportoviště však svůj vliv může mít i lehké atletice a dalších sportech. Z toho důvodu se mohou evidovat také rekordy stadionu, okruhu apod.
Světové rekordy také mohou mít různou váhu a hodnotu podle počtu lidí, kteří se o takový rekord pokoušejí. Například rekord v běhu na 100 metrů má podstatně větší prestiž než rekord v získaných bodech v nějakém řídce provozovaném sportu.
Na národní, resp. státní úrovni existují národní rekordy, a každý člověk (nejen profesionální sportovec) si může zapisovat své osobní rekordy. Sportovci v juniorském věku (do 21 let) dosahují tzv. juniorských rekordů, sportovci ve veteránském věku (nad 40 let) pak mohou dosáhnout veteránského rekordu. Rekordy mohou být hodnoceny i v rámci jedné periodicky pořádané sportovní události, například rekord mistrovství světa, olympijský rekord, rekord mítinku. V rámci určitého týmu se také mohou zaznamenávat klubové rekordy. Rekordy se mohou speciálně sledovat i pro jednotlivé disciplíny v rámci víceboje – např. nejdelší skok do dálky provedený desetibojařem apod.
Rekordy dosahované ve sportu mohou mít i některá další sportovně-technická omezení daná pravidly a platnými regulemi příslušného sportu. Například rekord v lehké atletice nemůže být uznán, pokud byl vytvořen s nedovolenou podporou větru nebo za pomoci nepovoleného sportovního náčiní, rekord v dráhové cyklistice nemusí být uznán pokud byl dosažen na neschváleném typu jízdního kola, rekord v plavání nemusí být uznán, pokud byl dosažen za pomocí speciální plavecké kombinézy atd. Přirozeně nemohou být uznány ani rekordy dosažené s prokázanou pomocí dopingu.
Některé sportovní rekordy se mohou stát „věčnými“, pakliže se po jejich dosažení změní pravidla disciplíny, a není tak dále možné porovnávat výsledky. To se týká třeba rekordů v hodu oštěpem ustavených v 80. letech (mužský rekord Uwe Hohna 104,8 m a ženský rekord Petry Felke 80,0 m) – po jejich dosažení se změnila předepsaná podoba oštěpu (posun těžiště) a rekordní výkony se následně začaly počítat znovu „od nuly“. Staré rekordy tím nebyly zneplatněny, ale v jistém smyslu se staly „mrtvými“, a v současné disciplíně se za rekordy považují ty dosažené podle aktuálních pravidel (tj. Jan Železný 98,48 m a Barbora Špotáková 72,28 m).

## Sbírky rekordů
Všemožné rekordy pro každý rok shrnuje prestižní Guinnessova kniha rekordů – zde jde nejen o lidské výkony, ale obecně o světová nej- a rozličné extrémy v oblasti kultury i přírody.
Pelhřimovská Agentura Dobrý den pořádá každoroční festival Pelhřimov – město rekordů, kde se účastníci (i zahraniční) snaží dosáhnout různých kuriózních až recesistických rekordů (např. největší štrúdl na světě apod.). Agentura také vydává Českou knihu rekordů.